# Tricholamia plagiata
Tricholamia plagiata là một loài bọ cánh cứng trong họ Cerambycidae.